# Iglesia de San Nicolás (Uruguay)
El Templo Sagrado de San Nicolás es un edificio religioso de la Iglesia ortodoxa de Grecia en Uruguay dedicado a San Nicolás de Myra. El cual se encuentra dentro de la sede de la Colectividad Helénica en Uruguay, en el barrio del Prado de Montevideo.

## Antecedentes
Luego de la llegada de los primeros inmigrantes griegos al Uruguay a comienzos del siglo XX, en 1916 es creada la Colectividad Helénica del Uruguay, con el cometido principal de fomentar la unión, el encuentro social y religioso tanto de los griegos como de sus descendientes, a través de la lengua, la filantropía y del culto ortodoxo griego a través de la fe. 
Tiempo después, es creada la primera y única iglesia ortodoxa griega en Uruguay. Este templo está dedicado a San Nicolás de Myra, el cual fue terminado de construir en 1952 y desde entonces está bajo la jurisdicción del  Sacra metrópolis de Buenos Aires y América del Sur.
El primer párroco griego fue el padre Neófitos Baletelis.
Desde enero de 2022 el párroco es el padre Fabián Modernell, primer sacerdote de origen uruguayo-libanés en la parroquia ortodoxa griega de San Nicolás de Myra en Montevideo. El párroco aporta una interesante experiencia de varios años como párroco en España a cargo de una parroquia multicultural con ortodoxos de diverso origen (desde 2008 a 2014, parroquia de San Nicolás de Myra en Las Palmas de Gran Canaria). Desde el punto de vista civil, el padre Fabián es procurador y abogado por la UDELAR, cuenta con una maestría en mediación familiar en España (ULPGC) y desde 2014 trabaja como mediador del Poder Judicial del Uruguay contando con experiencia docente a nivel universitario (incluso en Argentina, debido a su especialidad en mediación familiar). 
Los serivios religiosos se realizan sobre la base del idioma castellano (aunque se realizan algunos aportes en otras lenguas según las características de la feligresía presente, árabe, eslavo, griego, inglés y rumano). 
Como casi todos los párrocos que han prestado servicio en San Nicolás, se trata de un sacerdote casado (una de las tantas costumbres de los primeros cristianos que la ortodoxia mantiene vigente a través del tiempo).
El párroco vive en el departamento de Canelones, pero puede ser contactado por medio de los teléfonos de la Colectividad Helénica del Uruguay, o por el Facebook parroquial.